# Parafia św. Antoniego Padewskiego w Dylakach
Parafia św. Antoniego Padewskiego – rzymskokatolicka parafia położona przy ulicy Ozimskiej 56 w Dylakach. Parafia należy do dekanatu Ozimek w diecezji opolskiej.

## Historia parafii
Parafia została erygowana w 1938 roku, poprzez wyłączenie miejscowości Dylaki i Biestrzynnik z parafii w Szczedrzyku. W 1946 roku przyłączono do parafii miejscowość Rzędów z parafii w Kotorzu Wielkim. Kościół parafialny zbudował został w 1940 roku. Jego konsekracja miała miejsce 23 czerwca 1940 roku.

## Zasięg parafii
Do parafii należy 1552 wiernych z miejscowości: Dylaki, Biestrzynnik i Rzędów. Do parafii należy też kościół filialny Najświętszej MPWW w Rzędowie oraz kaplica w klasztorze Sióstr Służebnic Najświętszego Serca Jezusowego SSCJ oraz dom zakonny Zgromadzenia Służebnic Najświętszego Serca Jezusa w Dylakach.

### Szkoły i przedszkola
- Publiczna Szkoła Podstawowa w Dylakach,
- Publiczna Szkoła Podstawowa w Biestrzynniku,
- Publiczne Przedszkole w Dylakach,
- Publiczne Przedszkole w Rzędowie[2].

## Proboszczowie po 1945 roku
- ks. Hubert Janas,
- ks. Henryk Okularczyk,
- ks. Janusz Konofalski[2].